# 臺南市私立興國高級中學
中信金國際學校財團法人臺南市私立中信國際高級中學，簡稱中信高中，位於臺灣臺南市新營區的私立中學，目前設有國中部、高中部。為臺南市新營一帶的私立高中。

## 校史
- 1962年，為了響應蔣中正政府私人興學，廣設初中，容納國小畢業生，提升國民教育水準的政策，趙景霖和夫人馬家葳商議發起「興」學報「國」的宏願，決定創辦「興國中學」，在地方士紳沈松根、陳朝寬的鼎力相助下，向銀行貸款集資在新營市購買校地。
- 1962年3月成立籌備處。
- 1962年7月，興國中學經中華民國教育部立案核准，正式招生國中部6班。
- 1968年，准設高中部兩班，並增設化驗科、商科及夜間部。
- 1987年9月，奉准增設高中部美術資賦優異班1班，並停止招收職業類科及夜間部，專辦高中部及國中部。
- 1989年，增設國中部美術資賦優異兩班。
- 1991年，增設高中部美術資優班二班，高中部每年招收新生17班、國中部16班。
- 1995年，高中部美術班招收一班，普通班16班。
- 1996年2月，創辦人兼任校長趙景霖榮退，趙效賢榮任校長。
- 1999年7月，開始辦理海外遊學團。
- 2008年，代表台灣至日本參加世界盃機器人大賽，讓學生站上國際舞台。
- 2009年8月，蟬聯台南縣科展國中組總冠軍，創下台南縣三連霸輝煌紀錄，打破台南縣科展紀錄。
- 2010年10月，推動實施國際教育旅行活動，帶領學生海外參訪，與各國名校交流。
- 2012年10月，更名為興國學校財團法人臺南市興國高級中學。
- 2014年9月，國中部及高中部籃球隊成軍。
- 2014年9月，成立家長會組織，設有家長會辦公室，定期召開會議。
- 2014年10月，與AMC策略聯盟：引進新教材，增進學生學習能量。
- 2014年10月，為推動校園優質英語學習環境，與牛津大學出版社簽署合作備忘錄。
- 2015年2月，建立智慧教室、科學魔法教室及思源動手做教室，以有效提升教學品質與學習成就。
- 2015年7月，與臺南大學締結合作夥伴關係，提升雙方經驗交流及教學效能。
- 2016年2月，開辦資賦素養增能課程。
- 2016年，中信杯黑豹旗高中棒球賽64強。
- 2017年9月，重新整建全新5座全場、5座半場籃球場。
- 2017年9月，開設新課綱素養課程國小札根課程及家長素養教育工作坊。
- 2018年2月，謝振銘擔任興國高級中學校長。
- 2018年3月，引進翰林學院線上學習系統並普及鄰近國小學生。
- 2019年4月，自主學習教室啟用
- 2019年6月，創辦人趙景霖去世。
- 2020年9月，教務主任黃向吟接任興國高級中學校長。

## 外部連結
- 臺南市私立興國高級中學的Facebook專頁
- 臺南市私立興國高級中學的Instagram帳戶